# تپه سیمکه کوه
تپه سیمکه کوه در شهرستان تاکستان، روستای قره باغ واقع شده و این اثر در تاریخ ۲۵ اسفند ۱۳۷۸ با شمارهٔ ثبت ۲۶۳۵ به‌عنوان یکی از آثار ملی ایران به ثبت رسیده است.